# ألفرد توماس شاندلير
ألفرد توماس شاندلير (بالإنجليزية: Alfred Thomas Chandler) هو صحفي أسترالي، ولد في 1852، وتوفي في 1941 في برث في أستراليا.